# Blank Space
«Blank Space» — другий сингл п'ятого студійного альбому американської попспівачки Тейлор Свіфт — 1989. В США сингл вийшов 10 листопада 2014 року. Пісня написана Тейлор Свіфт, Максом Мартіном та Shellback; спродюсована Максом Мартіном та Shellback. Прем'єра музичного відео відбулася 10 листопада 2014 року.

## Музичне відео
Музичне відео зрежисоване Джозефом Каном. Зйомки проходили протягом трьох днів у вересні 2014 року у двох різних місцях на Лонг-Айленді. В перший день на знімальну роботу пішло 12 годин, другого дня — 18 годин, третього дня — додаткові 10 годин. Більшість зйомок на відкритому повітрі проходило в замку Оуеки в Гантінгтоні штату Нью-Йорк; зйомки всередині приміщення відбувалися в маєтку Вулворсів.
Сюжет відеокліпу частково запозичений із фільму Кубрика «Механічний апельсин». Любовний інтерес Свіфт у відеокліпі грає модель Шон О'Прай, другу чоловічу роль виконує Андреа Денвер.
На YouTube музичне відео було опубліковане 10 листопада 2014 року, хоча перед цим було передчасно викладено на Yahoo! через помилку в координуванні публікування.
Станом на березень 2024 року музичне відео мало 3,3 млрд переглядів на відеохостингу YouTube. Це помістило його на 33 місце в списку найбільш переглянутих відео YouTube.

## Чарти
Тижневі чарти
| Чарт (2014-16)                            | Місце |
| ----------------------------------------- | ----- |
| Australian Singles Chart                  | 1     |
| Austrian Singles Chart                    | 6     |
| Belgium (Ultratop 50 Flanders) (Фландрія) | 13    |
| Belgium (Ultratop 50 Wallonia) (Валлонія) | 26    |
| Brazil (Billboard Brasil Hot 100)         | 59    |
| Bulgaria (IFPI)                           | 3     |
| Canada (Canadian Hot 100)                 | 1     |
| Canada AC (Billboard)                     | 2     |
| Canada CHR/Top 40 (Billboard)             | 1     |
| Canada Hot AC (Billboard)                 | 1     |
| Czech Republic (Rádio Top 100)            | 4     |
| Euro Digital Songs (Billboard)            | 1     |
| Finland Suomen virallinen lista           | 1     |
| France French Singles Chart               | 27    |
| Germany German Singles Chart              | 9     |
| Greece Digital Songs (Billboard)          | 2     |
| Hungary (Single Top 40)                   | 7     |
| Iceland (RÚV)                             | 1     |
| Irish Singles Chart                       | 4     |
| Israel Media Forest                       | 4     |
| Italian Singles Chart                     | 27    |
| Japan Japanese Singles Chart              | 45    |
| Lebanon (Lebanese Top 20)                 | 5     |
| Mexico Airplay (Billboard)                | 2     |
| Netherlands Dutch Top 40                  | 17    |
| New Zealand Recorded Music NZ             | 2     |
| Poland (Polish Airplay Top 100)           | 2     |
| Scotland (Official Charts Company)        | 1     |
| Slovakia (Singles Digitál Top 100)        | 2     |
| Slovenia (SloTop50)                       | 9     |
| South Africa (EMA)                        | 1     |
| South Korea International Chart           | 54    |
| Spanish Singles Chart                     | 3     |
| Swiss Singles Chart                       | 12    |
| UK Singles (Official Charts Company)      | 4     |
| US Billboard Hot 100                      | 1     |
| US Adult Contemporary (Billboard)         | 1     |
| US Adult Top 40 (Billboard)               | 1     |
| US Dance Club Songs (Billboard)           | 23    |
| US Latin Airplay (Billboard)              | 48    |
| US Latin Pop Songs (Billboard)            | 27    |
| US Mainstream Top 40 (Billboard)          | 1     |
| US Rhythmic (Billboard)                   | 14    |
| Venezuela Anglo (Monitor Latino)          | 75    |

Річні чарти
| Чарт (2014)                          | Місце |
| ------------------------------------ | ----- |
| Australian Singles Chart             | 28    |
| New Zealand Recorded Music NZ        | 46    |
| UK Singles (Official Charts Company) | 79    |

| Чарт (2015)                          | Місце |
| ------------------------------------ | ----- |
| Australian Singles Chart             | 55    |
| Canada (Canadian Hot 100)            | 6     |
| Germany German Singles Chart         | 80    |
| Poland (Polish Airplay Top 100)      | 33    |
| UK Singles (Official Charts Company) | 67    |
| US Billboard Hot 100                 | 7     |
| US Adult Contemporary (Billboard)    | 5     |
| US Adult Top 40 (Billboard)          | 9     |
| US Dance/Mix Show Songs (Billboard)  | 21    |
| US Mainstream Top 40 (Billboard)     | 6     |

| Чарт (2016)                       | Місце |
| --------------------------------- | ----- |
| Brazil (Billboard Brasil Hot 100) | 74    |

## Продажі
| Країна                       | Сертифікація (таблиця продажів та сертифікатів) | Продажі    |
| ---------------------------- | ----------------------------------------------- | ---------- |
| Австралія (ARIA)             | 5× Платина                                      | +350,000   |
| Канада (CRIA)                | 4× Платина                                      | +320,000   |
| Німеччина (BVMI)             | Золото                                          | +200,000   |
| Нова Зеландія (RMNZ)         | Платина                                         | +15,000    |
| Італія (FIMI)                | Золото                                          | +25,000    |
| Мексика (AMPROFON)           | Золото                                          | +30,000    |
| Швейцарія (IFPI Switzerland) | Золото                                          | +15,000    |
| Британія (BPI)               | Платина                                         | +650,000   |
| США (RIAA)                   | 7× Платина                                      | +4,500,000 |

## Історія релізів
| Регіон    | Дата              | Формат                       | Лейбл                | Виноски |
| --------- | ----------------- | ---------------------------- | -------------------- | ------- |
| США       | 10 листопада 2014 | Rhythmic crossover radio     | Big Machine Republic | [ 2 ]   |
| США       | 10 листопада 2014 | Hot adult contemporary radio | Big Machine Republic | [ 3 ]   |
| США       | 11 листопада 2014 | Contemporary hit radio       | Big Machine Republic | [ 4 ]   |
| Німеччина | 2 січня 2015      | CD-сингл                     | Universal            | [ 5 ]   |